# Церковь Иоанна Предтечи (Куйбышев)
Церковь Рождества Иоанна Предтечи — православный храм в Куйбышеве Новосибирской области, построенный в 1904 году. Памятник архитектуры регионального значения.

## История
Храм возведён в 1904 году на собственные средства Александры Ивановны Шкроевой, полученные в наследство от её мужа Ивана Васильевича Шкроева, купца I гильдии, завещавшего 60 000 рублей на постройку церкви и ещё 29 000 рублей для содержания причта.
После завершения строительных работ храм осмотрели исполняющий должность архитектора губернии Кондаков и младший инженер строительного отделения Томского губернского управления Андрей Дмитриевич Крячков, в будущем известный архитектор и автор многочисленных сооружений в Новосибирске. На осмотре присутствовал настоятель Спасского собора протиерей Николай Вавилов.
18 ноября 1904 года преосвященнейший Макарий (Невский), епископ Томский, освятил храм в честь Рождества святого Пророка и Предтечи Господня Иоанна.
Приход церкви распространялся лишь на Каинск (прежнее название Куйбышева) и насчитывал к 1911 году 551 прихожанина. Церковную службу отправлял один священник с псаломщиком.
Со временем церковь лишилась двух ярусов колокольни, луковичных глав, шатрового завершения, железных крестов, заполнения в дверных проёмах, покрытия полов, иконостаса и центральной люстры. Были частично заменены проёмы окон, изменили также конфигурацию и конструкцию солеи, а южный фасад закрыла кирпичная пристройка.

### Реконструкция
С 1995 по 2010 год в разное время в церкви проходили восстановительные работы. При реконструкции в 1995—1998 годах деталей и пропорций колокольни были допущены отступления от первоначального проекта.
В 1999 году Научно-производственный центр по сохранению историко-культурного наследия под руководством С. Н. Богомазова выполнил проект по реставрации здания. В этом проекте, автором которого был инженер А. Б. Демьяненко, предусматривалось восстановление первоначального облика храма с рекомендациями отделки интерьера. С 2003 по 2005 год проводилась реконструкция глав. В 2008 году был проведён демонтаж поздней пристройки с южной стороны, а в 2010 году выполнена реставрация фасадов.

## Описание
Церковь Иоанна Предтечи расположена на северо-востоке исторической центральной части Куйбышева в месте примыкания улицы Пугачёва к улице Свердлова. С появлением на этой территории многоэтажных зданий силуэт храма перестал занимать господствующее положение среди окружающей его застройки.
В основе бесстолпного храма лежит трёхчастная продольно-осевая композиция с последовательно расположенными по оси восток-запад четвериком с аспидой семигранной формы, трапезной и ярусной колокольней, размещённой поверх притвора с двумя приделами. Из семи луковичных глав церкви пять возвышаются над главным храмом и по одной над колокольней и алтарём.
Для стен храма был применён кирпич «под расшивку». Перекрытия основных помещений — своды: восьмилотковый с распалубками для кафоликона, цилиндрический с надоконными распалубками для трапезной и сомкнутый для колокольни. Стены завершает ступенчатый профилированный карниз с сухариками. Крыша церкви имеет сложное очертание, по её металлической кровле идёт диагональный рисунок. Водосток организован снаружи.
Элементы фасадов выполнены из лекального кирпича с различными обломами. Полуциркульный портал входа и приделы с южной и северной сторон храма фланкированы пилястрами, которые служат опорой для килевидных профилированных закомар.
Опирающийся на пилястры многопрофильный архивольт килевидного завершения объединяет трёхчастные окна со стороны южного и северного фасадов. В тимпан западного фасада помещён квадрифолий. Декор западного, северного и южного фасада кафоликона — крестообразные филёнки. По восточным граням апсиды расположены ниши-киоты, которыми украшены также и килевидные кокошники, выступающие поверх карниза главного объёма со стороны южного и северного фасадов.
Обрамления полуциркульных окон состоят из архивольта с замковым камнем и рустованы по бокам. Подоконное пространство декорировано прямоугольными филёнками.
Плоскость стен в интерьерах разделена по горизонтали сложнопрофильной карнизной тягой, которая переходит в обрамление дверных проёмов, окон и внутренних арок, разбивающих пространство церкви на помещения.
Габариты в плане — 27,4 × 10,8 м.